# Cellara
Cellara est une commune de la province de Cosenza, dans la région de Calabre, en Italie.

## Administration

### Hameaux
San Domenico, la Piticchia . i purcili, san vito, riposo, i scigazzi

### Communes limitrophes
Aprigliano, Figline Vegliaturo, Mangone,  Santo Stefano di Rogliano